# Krigets ansikte
Krigets ansikte (engelska: Time Limit) är en amerikansk långfilm från 1957 i regi av Karl Malden, med Richard Widmark, Richard Basehart, Dolores Michaels och June Lockhart i rollerna.

## Handling
Översten William Edwards (Richard Widmark) undersöker ett fall där Major Harry Cargill (Richard Basehart) är anklagad för att ha samarbetat med fienden när han och hans män var fångna i ett Nordkoreanskt fångläger. Cargill medger att han är skyldig och visar upp bevis som bevisar att han skrev under en bekännelse om illegal biologisk krigföring och sände antiamerikanska tal över radion. Detta är en typ av förräderi.
Det verkar vara ett snabbt löst fall, om det inte vore för Cargills oförklarliga vägran att försvara sig själv. Andra misstankar väcks när det visar sig att hans förräderi inträffade omedelbart efter två soldater dödats och de överlevande soldaterna i truppen alla berättar samma inövade beskrivelse av händelserna. Edwards chef, General Conners (Carl Benton Reid) har en stark personlig anknytning till fallet, hans son var en av de två som dog, och han pressar Edwards att dra Cargill inför krigsrätt. Men Edwards vägrar acceptera de enkla svaren och gräver djupare i mysteriet.

## Rollista
| Richard Widmark  | – Överste William Edwards |
| Richard Basehart | – Major Harry Cargill     |
| Dolores Michaels | – Kopral. Jean Evans      |
| June Lockhart    | – Mrs. Cargill            |
| Carl Benton Reid | – General J. Connors      |
| Martin Balsam    | – Sergeant Baker          |
| Rip Torn         | – Lötnant George Miller   |
| Khigh Dhiegh     | – Överste Kim             |
| James Douglas    | – Steve                   |

## Produktion
Detta var den första filmen för Widmarks produktionsbolag Heath Productions och han betalade närmare $100 000 dollar för filmrättigheterna till pjäsen Time Limit som filmen bygger på.
Detta var enda filmen som Karl Malden regisserade (förutom ett mindre inhopp vid inspelningen av De hängdas träd (1959)). I sin självbiografi förklarade han att han föredrog att vara en bra skådespelare framför en ok regissör.

### Fotnoter
1. 1 2  ”Time Limit (1957) - Notes”. Turner Classic Movies. http://www.tcm.turner.com/tcmdb/title/17351/Time-Limit/notes.html. Läst 19 april 2020.